# Dota 2
Dota 2 (en español: Defensa de los Ancestros 2) es un videojuego perteneciente al género de Arena de batalla en línea ARTS («estrategia de acción en tiempo real»), también conocido en inglés como MOBA, que fue lanzado el 9 de julio del año 2013. El juego fue desarrollado por la empresa Valve Corporation. El título fue anunciado oficialmente el 13 de octubre de 2010, en un artículo en el sitio web Game Informer'. Generalmente Dota 2 se juega en partidas entre dos equipos de cinco jugadores, con cada equipo ocupando y defendiendo su propia base separada en el mapa. Cada uno de los diez jugadores controla de forma independiente a un poderoso personaje conocido como "héroe" que tiene habilidades únicas y diferentes estilos de juego. Durante una partida, los jugadores acumulan puntos de experiencia y artículos.para que sus héroes derroten a los héroes del equipo contrario en un combate jugador contra jugador. Un equipo gana al ser el primero en destruir el "Ancestro" del otro equipo, una gran estructura ubicada dentro de su base.
El desarrollo de Dota 2 comenzó en el año 2009 cuando IceFrog, el diseñador principal de Defensa de los Ancestros, fue contratado por Valve para diseñar una nueva versión modernizada en el motor de juego Source. Fue lanzado para Windows, OS X y Linux a través de la plataforma de distribución digital Steam en julio del año 2013, luego de una fase beta abierta solo para Windows que comenzó dos años antes. El videojuego es totalmente gratuito, sin héroes ni ningún otro elemento de juego que deba comprarse o desbloquearse. Para mantenerlo, Valve admite el videojuego como un servicio, vendiendo cajas de botín. y un sistema de suscripción de pase de batalla llamado Dota Plus que ofrece a cambio bienes virtuales que no alteran el juego, como artículos estéticos de héroe y paquetes de reemplazo de audio. El videojuego fue portado al motor Source 2 en el año 2015, convirtiéndose en el primer videojuego en usar ese motor de juego.
Dota 2 tiene una gran escena de deportes electrónicos, y la de mayor valor económico, con equipos de todo el mundo que juegan en varias ligas y torneos profesionales. Valve organiza el Dota Pro Circuit, que son una serie de torneos que otorgan puntos de calificación por ganar invitaciones directas al evento The International (En español El Internacional), el principal torneo mundial de Videojuegos multijugador de arena de batalla en línea, que se lleva a cabo anualmente. Los internacionales cuentan con el mayor sistema de premios en efectivo de, financiación colectiva que ha visto montos superiores a los 40 millones USD, lo que hace que Dota 2 el deporte electrónico más lucrativo. La cobertura mediática de la mayoría de los torneos está a cargo de una selección de personal en el lugar que brinda comentarios y análisis de los partidos en curso de manera similar a los eventos deportivos tradicionales. Además de tocar en vivo para el público en arenas y estadios, sus transmisiones también se transmiten por Internet y, a veces, se transmiten simultáneamente por televisión, con varios millones en números de audiencia.
A pesar de las críticas hacia su mediana curva de aprendizaje y su complejidad general, Dota 2 fue elogiado por su gratificante sistema juego, gráficos eficientes, calidad de producción y fidelidad a su predecesor, y muchos lo consideran uno de los mejores videojuegos de todos los tiempos. Ha sido uno de los juegos más jugados en Steam desde su lanzamiento, con más de un millón de jugadores simultáneos en su apogeo. La popularidad del videojuego ha dado lugar a adaptaciones de mercadería y otros medios, incluidos historietas y una serie de anime, así como vínculos promocionales con otros videojuegos y medios. El videojuego permite que la comunidad cree sus propios modos de juego, mapas y artículos estéticos, que se cargan en Steam Workshop. Valve lanzó dos juegos derivados, Artifact y Dota Underlords. Dota 2 se ha utilizado en experimentos de aprendizaje automático, con un equipo de bots conocido como OpenAI Five que muestra la capacidad de derrotar a jugadores profesionales.

## Jugabilidad
Dota 2 es un videojuego de arena de batalla en línea, en el que dos equipos de cinco jugadores compiten para destruir una gran estructura defendida por el equipo contrario conocido como "Ancestro" mientras defienden la suya. Al igual que en Defensa de los Ancestros, el videojuego se controla mediante controles de estrategia estándar en tiempo real y se presenta en un solo mapa en una perspectiva isométrica tridimensional. Cada uno de diez jugadores controla uno de los 126 personajes jugables del videojuego, conocidos como "héroes", y cada uno tiene su propio diseño, fortalezas y debilidades. Ten players each control one of the game's 124 playable characters, known as "heroes", with each having their own design, strengths, and weaknesses. Los héroes se dividen en dos roles principales, conocidos como núcleos y apoyos.

Un videojuego de Dota 2 en progreso, utiliza el modelo estándar de los Videojuegos multijugador de arena de batalla en línea

Los núcleos, que también se denominan matadores (carries en inglés), comienzan cada partida como débiles y vulnerables, pero pueden volverse más poderosos más adelante en el juego, lo que les permite "llevar" a su equipo a la victoria. Por lo general, los apoyos carecen de habilidades que causen mucho daño, en lugar de tener otras con más funcionalidad y utilidad que brindan asistencia para sus núcleos, como proporcionar curación y otras ventajas. Los jugadores seleccionan a su héroe durante una fase de redacción previa al juego, donde pueden discutir posibles estrategias y enfrentamientos de héroes con sus compañeros de equipo. Los héroes se eliminan del grupo de selección y dejan de estar disponibles para todos los demás jugadores una vez que se selecciona uno, y no se pueden cambiar una vez que finaliza la fase de selección. Todos los héroes tienen un ataque básico además de poderosas y habilidades, que son el principal método de lucha. Cada héroe tiene al menos cuatro de ellos, todos los cuales son únicos. Los héroes comienzan cada videojuego con un nivel de experiencia de uno, solo tienen acceso a una de sus habilidades, pero pueden subir de nivel y volverse más poderosos durante el transcurso del juego, hasta un nivel máximo de 30. Cada vez que un héroe gana un nivel de experiencia, el jugador puede desbloquear otra de sus habilidades o mejorar una ya aprendida. La habilidad más poderosa de cada héroe se conoce como su "ulti" (Abreviación de última o ultimate, también se le llama definitiva), que requiere que tengan un nivel de experiencia de seis para poder usarla.
Para evitar el uso excesivo de habilidades, se presenta un sistema mágico en el juego. Activar una habilidad le cuesta al héroe algunos de sus "puntos de maná", que se regeneran lentamente con el tiempo. El uso de una habilidad también hará que entre en un período de enfriamiento, en el que la habilidad no se puede volver a usar hasta que se reinicie el temporizador. Todos los héroes tienen tres atributos: fuerza, inteligencia y agilidad, que afectan los puntos de salud, los puntos de maná y la velocidad de ataque, respectivamente. Cada héroe tiene un atributo principal que se suma a su producción de daño básico que no es de habilidad y otras ventajas menores, con cuatro atributos, incluido el atributo Universal, que recompensa el daño adicional por puntos de atributo. Los héroes tienen un sistema de aumento de habilidades conocido como "Árbol de talentos", que permite a los jugadores más opciones sobre cómo desarrollar a su héroe. Si un héroe se queda sin puntos de salud y muere, se elimina del juego activo hasta que un temporizador llega a cero, donde reaparece en su base con solo algo de oro perdido.
Los dos equipos, conocidos como los Radiant y Dire, ocupan bases fortificadas en esquinas opuestas del mapa, que está dividido por la mitad por un río que se puede cruzar y conectado por tres caminos, que se denominan líneas o "carriles". Los carriles están protegidos por torres defensivas que atacan a cualquier unidad contraria o incluso neutral que se encuentre dentro de su línea de visión. Un pequeño grupo de débiles criaturas controladas por computadora llamadas "creeps" recorre caminos predefinidos a lo largo de los carriles e intenta atacar a los héroes, creeps y edificios opuestos en su camino. Los creeps aparecen periódicamente a lo largo del juego en grupos de dos edificios, llamados "cuarteles", que existen en cada línea y están ubicados dentro de las bases del equipo. El mapa está permanentemente cubierto y oculto para ambos equipos en la niebla de guerra, lo que evita que un equipo vea a los héroes del equipo contrario y se arrastra si no están directamente a la vista de ellos mismos o de una unidad aliada. El mapa presenta un ciclo de día y noche, con algunas habilidades de héroe y otras mecánicas de videojuego que se modifican según el momento del ciclo. En el mapa hay "lugares neutrales", donde hay unidades que son hostiles a ambos equipos y residen en ubicaciones marcadas en el mapa conocidas como "campamentos". Los campamentos están ubicados en el área entre los carriles conocidos como la "jungla", que tienen ambos lados del mapa.
Los creeps neutrales no atacan a menos que se les provoque y reaparecen con el tiempo si mueren. El creep neutral más poderoso se llama "Roshan", que es un jefe único que puede ser derrotado por cualquier equipo para obtener elementos especiales, como la Égida del inmortal (En inglés Aegis) uno que permite una resurrección única si el héroe que lo sostiene muere. Roshan reaparecerá alrededor de diez minutos después de ser asesinado, y se vuelve progresivamente más difícil de matar a medida que avanza la partida con el tiempo. Las runas, que son elementos especiales que aparecen en posiciones fijas en el mapa cada pocos minutos, ofrecen a los héroes potenciadores temporales pero poderosos cuando se recolectan, como daño doble e invisibilidad.
Además de tener habilidades que se fortalecen durante el juego, los jugadores pueden comprar artículos en ubicaciones establecidas en el mapa llamadas tiendas que brindan sus propias habilidades especiales. Los artículos no se limitan a héroes específicos y cualquiera puede comprarlos. Para obtener un artículo, los jugadores deben poder pagarlo con oro en las tiendas ubicadas en el mapa, que se obtiene principalmente matando héroes enemigos, destruyendo estructuras enemigas y matando creeps, siendo este último un acto llamado "recolección" o farmeo (del inglés Farming). Solo el héroe que asesta el golpe mortal a un creep obtiene oro de él, un acto llamado "último golpe". pero todos los aliados reciben una parte del oro cuando un héroe enemigo muere cerca de ellos. Los jugadores pueden "negar" las unidades y estructuras aliadas golpeándolas por última vez, lo que evita que sus oponentes obtengan la experiencia completa de ellos, lo que se conoce como denegar. El oro no se puede compartir entre compañeros de equipo, ya que cada jugador tiene su propio alijo independiente. Los jugadores reciben un flujo continuo, pero pequeño, de oro en el transcurso de una partida.
Dota 2 presenta múltiples tipos de juegos que alteran principalmente la forma en que se maneja la selección de héroes; los ejemplos incluyen "Elección libre", que no ofrece restricciones en la selección de héroes, "Todos aleatorio", que asigna aleatoriamente un héroe para cada jugador, "Modo capitan", donde un solo jugador en cada equipo selecciona héroes para todo su equipo y es principalmente utilizado para juegos profesionales, y "Turbo", una versión acelerada de Elección libre que presenta una mayor ganancia de oro y experiencia, torres más débiles y tiempos de reaparición más rápidos, conformando una partida más rápida y dinámica. Las partidas suelen durar entre 30 minutos y una hora, aunque pueden acabar en menos de 10 minutos, o podrían durar para siempre mientras ambos Ancestros permanezcan de pie. En los juegos de modo Captain, hay un adicional que se llama, La función de pérdida, que está disponible para finalizar los juegos antes de tiempo. Dota 2 ocasionalmente presenta eventos de tiempo limitado que presentan a los jugadores modos de juego alternativos que no siguen las reglas estándar del juego. Algunos de estos incluyeron el evento Diretide con temática de Halloween, el evento Frostivus con temática navideña, y el Festival del Nuevo Florecer, que celebró la llegada de la primavera. Valve ha creado otros modos de juego especiales, incluido un modo diez contra diez, un modo de punto de captura con temática de Halloween en "Coliseo", un modo de arena de combate llamado "Overthrow", "Siltbreaker", un modo de campaña cooperativo basado en la historia, y "The Underhollow", un modo de batalla real.
El cambio al motor Source 2 realizado en el año 2015 agregó la función "Arcade", que permite modos de juego creados por la comunidad, y los más populares tienen un servidor dedicado alojado por Valve. Un ejemplo popular, conocido como Dota Auto Chess (Dota ajedrez, o Dota auto ajedrez), tenía más de siete millones de suscriptores en el videojuego en abril de 2019. Debido a su popularidad, Valve se reunió con los desarrolladores del mod, el Drodo Studio, con sede en China, para hablar sobre la colaboración directa en una versión independiente. Sin embargo, las dos compañías no pudieron llegar a un acuerdo y ambas afirmaron que les convenía desarrollar sus propios videojuegos por separado. La versión de Valve, Dota Underlords, se lanzó en febrero de 2020 y continuó usando la configuración de Dota, mientras que el videojuego de Drodo, Auto Chess, se desarrolló sin usar recursos de Dota 2
En el 2022 salió el parche de "nuevas fronteras", reconvirtiendo el mapa y creando dos carriles adicionales con creeps neutrales. Esta actualización se  convirtió en uno de los parches más innovadores dentro del juego.

## Desarrollo
La serie Dota comenzó en 2003 con Defensa de los Ancestros ( Dota ), un mod para Warcraft III: Reign of Chaos de Blizzard Entertainment, creado por el diseñador seudónimo "Eul". Un paquete de expansión para Warcraft III, The Frozen Throne, fue lanzado más tarde ese año; una serie de modificaciones clonadas de Defensa de los Ancestros para el nuevo videojuego compitieron por la popularidad. DotA: Allstars de Steve Feak fue el más exitoso, y Feak, con su amigo Steve Mescon, creó la Defensa de los Ancestros oficial. sitio web de la comunidad y el holding DotA-Allstars, LLC. Cuando Feak se retiró de DotA: Allstars en 2005, un usuario del sitio web bajo el seudónimo de IceFrog se convirtió en su diseñador principal. A fines de la década de 2000, Defensa de los Ancestros se convirtió en una de las modificaciones más populares en todo el mundo, así como en un destacado videojuego de deportes electrónicos. IceFrog y Mescon luego tuvieron una pelea en mayo de 2009, lo que llevó al primero a establecer un nuevo sitio web comunitario en playdota.com. El interés de Valve en la propiedad intelectual de Dota comenzó cuando varios empleados veteranos, incluido Team Fortress 2el diseñador Robin Walker y el ejecutivo Erik Johnson se convirtieron en fanáticos del mod y querían construir una secuela moderna. La compañía mantuvo correspondencia con IceFrog por correo electrónico sobre sus planes a largo plazo para el proyecto, y posteriormente fue contratado para diseñar una secuela. IceFrog anunció su nueva posición a través de su blog en octubre de 2009, y Dota 2 se anunció un año después.
Valve adoptó la palabra "Dota ", derivada del acrónimo del mod original, como el nombre de su franquicia recién adquirida. Johnson argumentó que la palabra se refería a un concepto y no era un acrónimo. Poco después del anuncio de Dota 2, Valve presentó un reclamo de marca registrada para el nombre de Dota. En Gamescom 2011, el presidente de la compañía, Gabe Newell, explicó que la marca registrada era necesaria para desarrollar una secuela con la marca ya identificable. Sosteniendo que el nombre de Dota es un activo de la comunidad, Feak y Mescon presentaron una marca registrada opuesta para Dotaen nombre de DotA-Allstars, LLC (entonces una subsidiaria de Riot Games ) en agosto de 2010. Rob Pardo, el vicepresidente ejecutivo de Blizzard Entertainment en ese momento, declaró de manera similar que el nombre de Dota pertenecía a la comunidad de mods. Blizzard adquirió DotA-Allstars, LLC de Riot Games y presentó una oposición contra Valve en noviembre de 2011, citando la propiedad de Blizzard tanto de Warcraft III World Editor como de DotA-Allstars, LLC como reclamos adecuados sobre el nombre de la franquicia. La disputa se resolvió en mayo de 2012, con Valve reteniendo los derechos comerciales de la marca registrada Dota, mientras permitía el uso no comercial del nombre por parte de terceros. En 2017, la propiedad de la franquicia de Valve fue cuestionada nuevamente, luego de que una publicación de Eul en un foro de Internet de 2004 saliera a la luz por una compañía china conocida como uCool, que había lanzado un videojuego móvil en 2014 que usaba personajes deluniverso Dota. uCool, quien anteriormente estuvo involucrado en una demanda con Blizzard en 2015 por motivos similares, junto con otra empresa china, Lilith Games, argumentó que la publicación del foro invalidaba cualquier reclamo de propiedad intelectual, afirmando que Dota property era un trabajo colectivo de código abierto que no podía ser registrado por nadie en particular. El juez Charles R. Breyer negó la moción de desestimación sumaria de uCool, y Blizzard presentó mociones para desestimar todas las reclamaciones contra uCool y Lilith con perjuicio.
Uno de los primeros objetivos del equipo de Dota 2 fue la adaptación del estilo estético de Defensa de los Ancestros para el motor Source. Las facciones Radiant y Dire reemplazaron a Sentinel y Scourge del mod, respectivamente. Los nombres de los personajes, las habilidades, los elementos y el diseño del mapa del mod se mantuvieron en gran medida, con algunos cambios debido a las marcas comerciales propiedad de Blizzard. En la primera sesión de preguntas y respuestas sobre Dota 2, IceFrog explicó que el videojuego se basaría en el mod sin realizar cambios significativos en su núcleo. Valve contrató a Eul y contrató a los principales contribuyentes de Defensa de los Ancestros.comunidad, incluido el artista Kendrick Lim, para ayudar con la secuela. También se buscaron regularmente contribuciones adicionales de fuentes fuera de Valve para Dota 2, para continuar con la tradición de Defensa de los Ancestros de desarrollo comunitario. Uno de los compositores de Warcraft III: Reign of Chaos, Jason Hayes, fue contratado para colaborar con Tim Larkin para escribir la partitura original del juego, que fue dirigida por Timothy Williams e interpretada y grabada por la Northwest Sinfonia en las universidad Bastyr. Valve tenía Half-LifeEl escritor de la serie Marc Laidlaw, el autor de ciencia ficción Ted Kosmatka y otros empleados contribuyeron con el diálogo y la historia del héroe. Los actores de voz notables para héroes incluyen a Nolan North, Dave Fennoy, Jon St. John, Ellen McLain, Fred Tatasciore, Merle Dandridge, Jen Taylor y John Patrick Lowrie, entre otros.
El motor Source se actualizó con nuevas características para adaptarse a Dota 2, como el modelado de telas de alta gama y la iluminación global mejorada. El videojuego cuenta con la integración de Steam, que proporciona su componente social y almacenamiento en la nube para la configuración personal. En noviembre de 2013, Valve introdujo un sistema de entrenamiento que permite a los jugadores experimentados enseñar a los nuevos jugadores con herramientas del juego. Al igual que con los juegos multijugador anteriores de Valve, los jugadores pueden ver partidos en vivo de Dota 2 jugados por otros, y el soporte multijugador de red de área local (LAN) permite competencias locales. Algunos de estos eventos se pueden ver a través de la compra de boletos en la "Tienda de Dota", que brinda a los jugadores acceso a los partidos en el juego. Las tarifas de las entradas se asignan en parte a los organizadores del torneo. El videojuego presenta un sistema de deportes de fantasía en el videojuego, que sigue el modelo de los deportes de fantasía tradicionales y cuenta con jugadores y equipos profesionales de Dota 2. Los jugadores pueden ver juegos en realidad virtual (VR) con hasta 15 personas más, que se agregó en una actualización en julio de 2016. La actualización agregó un modo de exhibición de héroe, que permite a los jugadores ver todos los héroes y sus artículos estéticos a tamaño real en realidad virtual.
Como parte de un plan para convertir Dota 2 en una red social, Newell anunció en abril de 2012 que el videojuego sería gratuito y que las contribuciones de la comunidad serían una característica fundamental. En cambio, los ingresos se generan a través de la "Tienda de Dota", que ofrece bienes virtuales estéticos a la venta, como armaduras y armas personalizadas para sus héroes. Se anunció que la lista completa de héroes estaría disponible en el lanzamiento de forma gratuita. Hasta el lanzamiento del videojuego en 2013, los jugadores podían comprar un paquete de acceso anticipado, que incluía una copia digital de Dota 2 y varios artículos estéticos. Incluido como contenido descargable opcional (DLC), Dota 2 Workshop Tools es un conjunto de herramientas del kit de desarrollo de software (SDK) de Source 2 que permite a los creadores de contenido crear nuevas estéticas de héroe, así como modos de videojuego personalizados, mapas y scripts de bot. Los artículos estéticos de alta calificación, a través de Steam Workshop, están disponibles en la tienda del videojuego si Valve los acepta. Este modelo se diseñó a partir del Team Fortress 2 de Valve, que había ganado a los diseñadores de Workshop de artículos estéticos de ese videojuego más de 3.5 millones $ en junio de 2011. Newell reveló que el colaborador promedio de Steam Workshop paraDota 2 y Team Fortess 2 ganaron aproximadamente 15 000 $ con sus creaciones en 2013. Para 2015, las ventas de bienes virtuales de Dota 2 le habían generado a Valve más de 238 millones $ en ingresos, según el grupo de investigación de mercado de juegos digitales SuperData. En 2016, Valve introdujo la opción "Pase de videojuego personalizado" para los creadores de modos de videojuego personalizados, que les permite ser financiados a través de microtransacciones al agregar características exclusivas, contenido y otros cambios a su modo de videojuego para los jugadores que compran él.
Dota 2 incluye un sistema de emparejamiento basado en la calificación Elo estacional, que se mide por un valor numérico conocido como "calificación de emparejamiento" (MMR) que se rastrea por separado para los roles principales y de apoyo, y se clasifica en diferentes niveles. El MMR se actualiza en función de si un jugador ganó o perdió, lo que aumentará o disminuirá respectivamente. Los servidores del juego, conocidos como el Coordinador del juego, intentan equilibrar ambos equipos en función del MMR de cada jugador, y cada equipo tiene aproximadamente un 50 % de posibilidades de ganar en un videojuego determinado. También están disponibles los modos de videojuego clasificados con un MMR rastreado por separado, que difieren principalmente de los juegos no clasificados al hacer que el MMR sea públicamente visible, además de requerir el registro de un número de teléfono en sus cuentas, lo que ayuda a fomentar un entorno más competitivo. Para garantizar que la clasificación de cada jugador esté actualizada y sea precisa, el MMR se recalibra aproximadamente cada seis meses. Valve enumera a los jugadores con el rango de medallas más alto posible en una tabla de clasificación en línea, separados en regiones de América del Norte, Europa, Sudeste Asiático y China. El videojuego incluye un sistema de informes, que permite a los jugadores castigar el comportamiento del jugador que proporciona intencionalmente una experiencia negativa. Los jugadores que reciben suficientes informes o abandonan varios juegos antes de concluir, una práctica conocida como "abandono", se colocan en emparejamiento de baja prioridad, que permanece en la cuenta de un jugador hasta que gana un número específico de juegos, y solo los agrupa. con otros jugadores que tienen el mismo castigo. Otras funciones incluyen un sistema de reproducción mejorado de Defensa de los Ancestros, en el que un videojuego completo se puede descargar en el cliente y cualquiera puede verlo en un momento posterior, y la función "construcciones de héroes", que proporciona guías creadas por la comunidad que destacan al jugador cómo jugar a su héroe.

### Dota 2 Renacido
En junio de 2015, Valve anunció que Dota 2 se transferiría a su motor de juego Source 2 en una actualización llamada Dota 2 Renacido (En inglés Dota 2 Reborn). La versión renacida se lanzó como una actualización beta opcional ese mismo mes,, y reemplazó completamente al cliente original en septiembre de 2015, convirtiéndolo en el primer videojuego en usar ese motor. Reborn incluyó un nuevo diseño de marco de interfaz de usuario, capacidad para modos de videojuego personalizados creados por la comunidad y el reemplazo completo del motor Source original con Source 2. Atribuido en gran parte a las dificultades técnicas que experimentaron los jugadores con la actualización, la base global de jugadores experimentó una fuerte caída de aproximadamente el dieciséis por ciento el mes siguiente a su lanzamiento. Sin embargo, después de varias actualizaciones y parches, más de un millón de jugadores simultáneos estaban jugando nuevamente a principios de 2016, siendo ese número el más grande en casi un año. El cambio a Source 2 permitió el uso de la API de gráficos Vulkan, lanzada como una función opcional en mayo de 2016, lo que convirtió a Dota 2 en uno de los primeros juegos en usarla.

## Lanzamiento

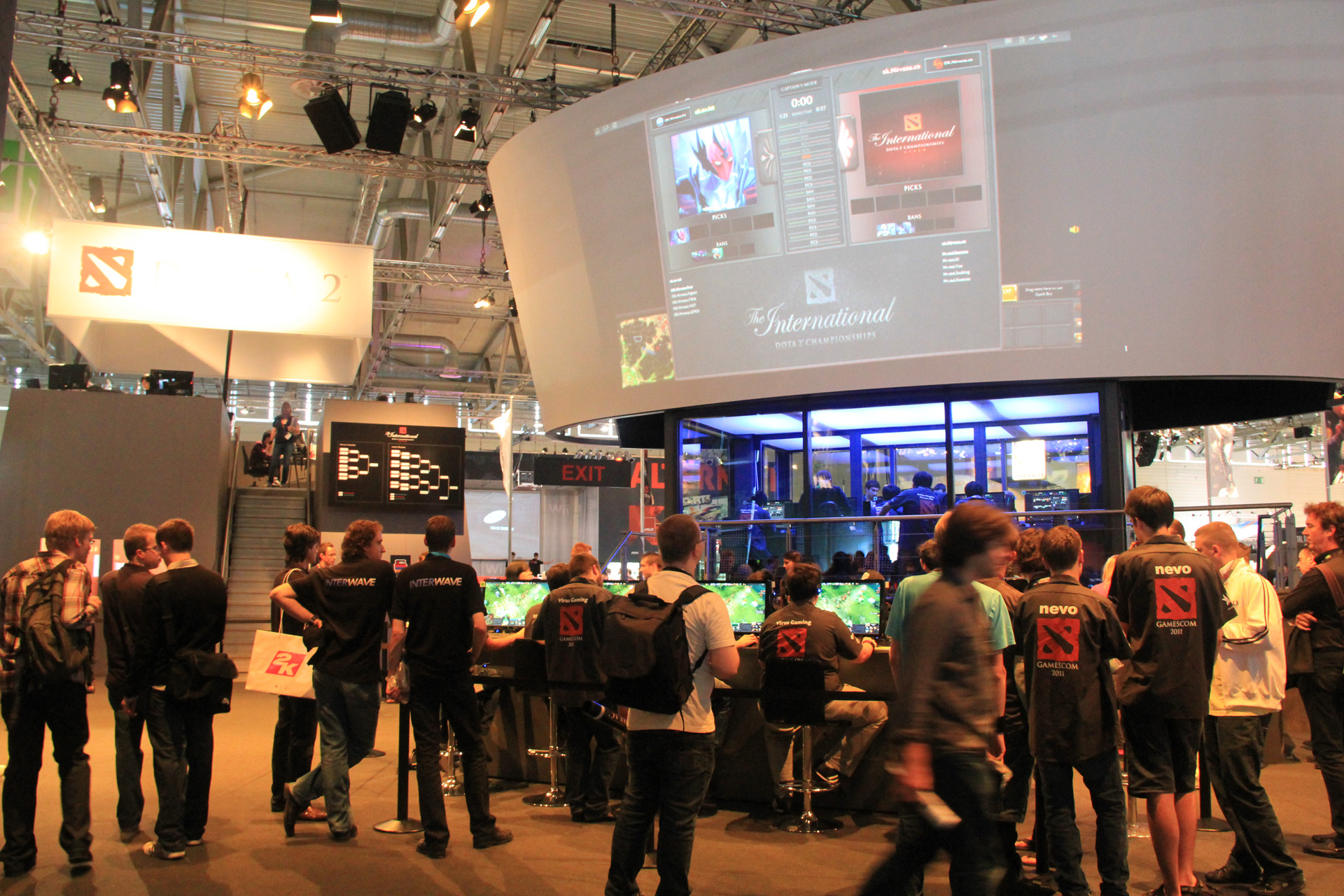
Gamescom 2011 en Colonia, donde el videojuego se hizo jugable por primera vez para el público

Dota 2 se puso a disposición del público en Gamescom en 2011, coincidiendo con el campeonato internacional inaugural, el principal evento de torneo de deportes electrónicos del videojuego. En el evento, Valve comenzó a enviar invitaciones beta cerradas a los jugadores y asistentes de DotA. Aunque originalmente se suponía que el videojuego se lanzaría públicamente en 2012, Valve luego desechó ese plan, ya que habría mantenido el videojuego en su estado beta cerrado durante más de un año. Debido a eso, Valve levantó el acuerdo de confidencialidad y pasó el videojuego a la versión beta abierta en septiembre de 2011, lo que permitió a los jugadores discutir el videojuego y sus experiencias públicamente.
Después de casi dos años de pruebas beta, Dota 2 se lanzó en Steam para Windows el 9 de julio de 2013 y para OS X y Linux el 18 de julio de 2013. héroe de Defensa de los Ancestros. En cambio, los que faltaban se agregaron en varias actualizaciones posteriores al lanzamiento, y el último, así como el primer héroe original de Dota 2, se agregaron en 2016. Dos meses después del lanzamiento del juego, Newell afirmó que las actualizaciones de Dota 2 generaron hasta el tres por ciento del tráfico global de Internet. En diciembre de 2013, se levantaron las restricciones finales contra el acceso global ilimitado a Dota 2 después de que se reforzaron sustancialmente la infraestructura y los servidores del juego. Con el fin de cumplir con los estándares establecidos por la legislación económica de países específicos, Valve optó por contratar desarrolladores nacionales para la publicación. En octubre de 2012, el editor de juegos chino Perfect World anunció que había recibido los derechos de distribución del videojuego en el país. El cliente chino tiene un modo de "Baja violencia" específico de la región, que elimina la mayoría de las representaciones de sangre, sangre y calaveras para que el videojuego siga las políticas de censura del país. En noviembre de 2012, se hizo un acuerdo de publicación similar con la empresa de juegos Nexon, con sede en Corea del Sur, para distribuir y comercializar el videojuego en el país, así como en Japón. Tres años más tarde, Nexon anunció que ya no estarían operando servidores para Dota 2, y Valve se haría cargo de la distribución directa y el marketing del videojuego en esas regiones.
En diciembre de 2016, Dota 2 se actualizó a la versión de juego 7.00, también conocida como actualización "The New Journey". Antes de la actualización, la serie Dota había estado en la versión 6. xx durante más de una década, marcando la primera revisión importante desde que IceFrog originalmente se hizo cargo del desarrollo del mod original a mediados de la década de 2000. La actualización New Journey agregó y cambió numerosas características y mecánicas del juego, incluida la adición del primer héroe original no transferido de Defensa de los Ancestros, un mapa reelaborado, un HUD rediseñado, una fase previa al videojuego que permite a los jugadores discutir la estrategia de su equipo y un sistema de aumento de habilidades "Árbol de talentos". En abril de 2017, Valve anunció cambios en el sistema de emparejamiento clasificado del juego, y el principal requiere el registro de un número de teléfono único en la cuenta de un jugador para poder jugarlo, una práctica contra el duelo y el pitufo. había implementado previamente en su videojuego de disparos en primera persona Counter-Strike: Global Offensive. Se introdujeron más cambios en el emparejamiento del videojuego en una actualización en noviembre de 2017, donde el antiguo sistema MMR numérico se reemplazó por uno estacional basado en ocho niveles clasificados que se recalibran cada seis meses, un movimiento que acercó el sistema clasificado del videojuego a los utilizados en otros juegos competitivos como Global Offensive, StarCraft y League of Legends.
Durante la mayor parte de 2018, Valve decidió manejar las actualizaciones de equilibrio del videojuego de una manera diferente. En lugar de lanzar actualizaciones más grandes de manera irregular a lo largo del año, las más pequeñas se lanzarían en un horario establecido cada dos semanas. Casi al mismo tiempo, el videojuego introdujo el sistema de suscripción mensual "Dota Plus" que reemplazó los pases de batalla de temporada que se lanzaron para coincidir con un torneo importante. Además de ofrecer todo lo que hacían los pases de batalla anteriormente, Dota Plus agregó características como un sistema de logros específico para héroes que recompensa a los jugadores que los completan con estéticas exclusivas, además de proporcionar análisis y estadísticas de héroes y juegos recopilados de miles de juegos recientes.

## Deportes electrónicos

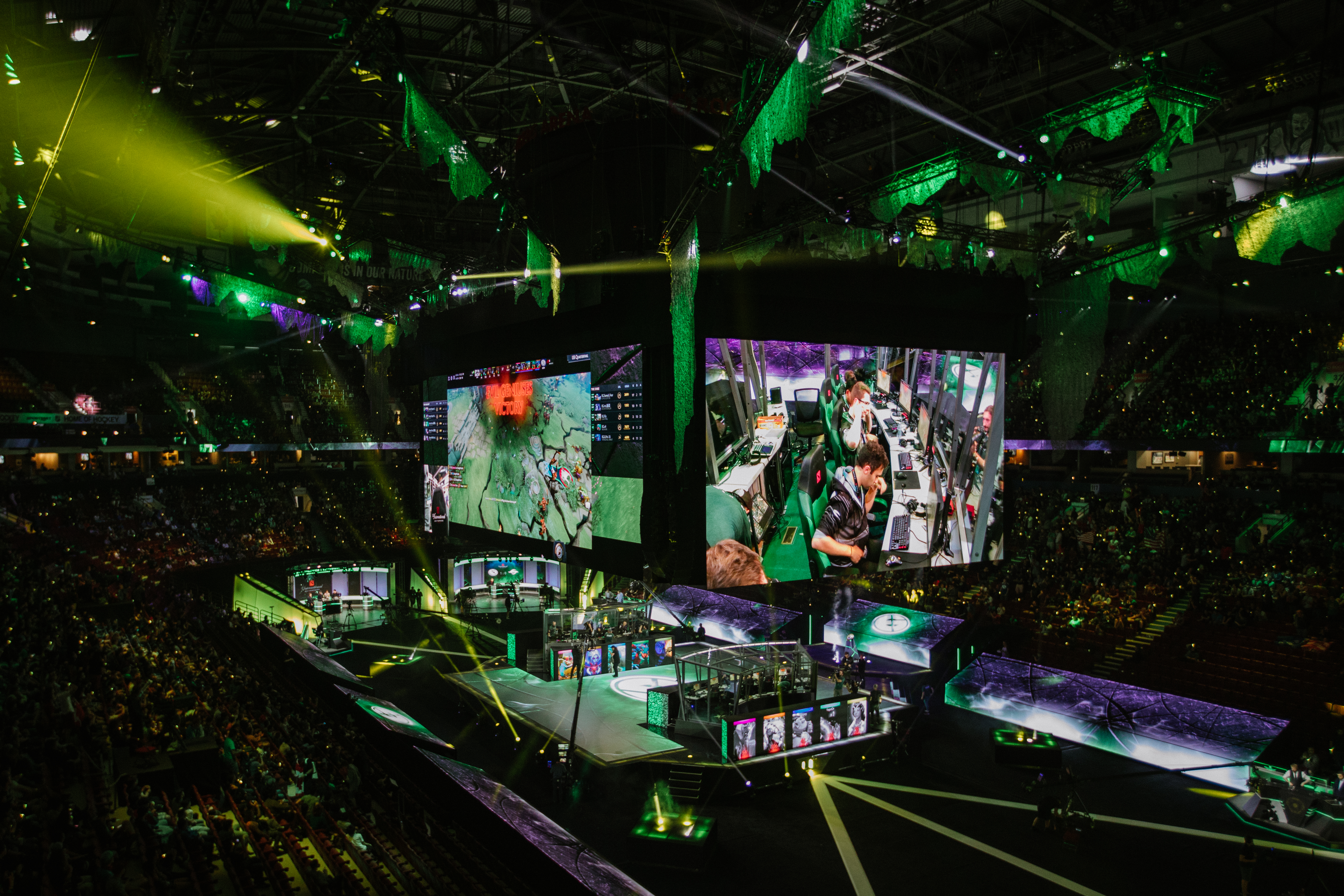
Los torneos más grandes de Dota 2 a menudo tienen premios acumulados por un total de millones de dólares. Aquí se muestra The International 2018, un torneo de 25 millones $ organizado en el Rogers Arena de Vancouver.

Para asegurarse de que suficientes jugadores de Defensa de los Ancestros tomaran Dota 2 y para promocionar el videojuego a una nueva audiencia, Valve invitó a dieciséis equipos de deportes electrónicos de Defensa de los Ancestros a competir en un torneo específico de Dota 2 en Gamescom en agosto de 2011, que más tarde se convirtió en un evento anual conocido como The International. A partir de The International 2013 en adelante, su premio acumulado comenzó a ser financiado colectivamente a través de un tipo de pase de batalla en el videojuego llamado "Compendio", que recauda dinero de los jugadores que los compran y cajas de botín conectadas.para obtener estéticas exclusivas en el videojuego y otras bonificaciones que se ofrecen a través de ellos. El 25 % de todos los ingresos generados por los compendios van directamente al fondo de premios, y las ventas del pase de batalla de 2013 recaudaron más de 2,8 millones de dólares estadounidenses, lo que lo convirtió en el fondo de premios más grande en la historia de los deportes electrónicos en ese momento. Desde 2015 hasta 2021, cada iteración de The International superó el premio acumulado de la anterior, con The International 2021 alcanzando un máximo de 40 millones $.
Durante su fase beta a principios de la década de 2010, varios otros eventos de deportes electrónicos comenzarían a albergar eventos de Dota 2, incluida la Copa Mundial de Deportes Electrónicos, DreamHack, World Cyber Games, and ESL. A finales de 2011, Dota 2 ya era uno de los juegos de deportes electrónicos mejor pagados, después de StarCraft II. En el E3 de 2013, la empresa surcoreana Nexon anunció una inversión de ₩ 2 000 millones (aproximadamente 1,7 USD millones) en las ligas locales del país, lo que coincidió con su asociación de distribución con Valve para el juego. En febrero de 2015, Valve patrocinó y celebró el Dota 2 Asia Championships en Shanghái, con un premio acumulado de más de 3 millones de dólares recaudados a través de las ventas del compendio. En total, los torneos profesionales de Dota 2 habían ganado a equipos y jugadores más de 100 millones $ en junio de 2017, con más de la mitad de eso otorgado en Internationals, lo que lo convierte en el videojuego de deportes electrónicos con mayores ganancias por un margen de casi 60 millones $ en el tiempo.
Desde finales de 2015 hasta principios de 2017, Valve patrocinó una serie de torneos estacionales de menor escala conocidos como Dota Major Championships, todos los cuales tenían premios acumulados fijos de 3 millones de dólares. Su formato se basó en la serie de torneos del mismo nombre que Valve también patrocinó para su videojuego de disparos en primera persona Counter-Strike: Global Offensive. Incluyendo The International 2016 y 2017, que se consideraron el Major acumulativo de sus respectivas temporadas, la serie tuvo otros cinco eventos, que fueron el Frankfurt Major, Shanghai Major, Manila Major, Boston Major, and Kiev Major. Después del International 2017, los Majors fueron reemplazados por el formato Dota Pro Circuit (DPC) debido a las críticas de los equipos y fanáticos por la naturaleza no transparente e impredecible de Valve para entregar invitaciones internacionales. En el DPC, los equipos reciben puntos de calificación por su desempeño en torneos patrocinados, y los doce primeros obtienen invitaciones directas al International de esa temporada. Para evitar conflictos de fechas con otros torneos, Valve gestiona directamente la programación de los mismos
El medio principal para la cobertura profesional de Dota 2 es a través de la plataforma de transmisión en vivo Twitch. Para la mayoría de los eventos importantes, la cobertura del torneo está a cargo de una selección de organizaciones y personal dedicados a los deportes electrónicos que brindan comentarios, análisis y entrevistas con jugadores en el lugar, de manera similar a los eventos deportivos tradicionales. La cobertura de los torneos de Dota 2 se ha transmitido simultáneamente en cadenas de televisión, como ESPN en los Estados Unidos, BBC Three en el United Kingdom, Sport1 en Alemania, TV 2 Zulu en Dinamarca, Xinwen Lianbo en China, Astro en Malaysia, and TV5 en Filipinas.

## Recepción
Dota 2 recibió "aclamación universal" según el agregador de reseñas Metacritic, y ha sido citado como uno de los mejores videojuegos de todos los tiempos. En una vista previa del videojuego en 2012, Rich McCormick de PC Gamer pensó que Dota 2 era "un videojuego increíblemente profundo y complejo que ofrece la secuela más pura del Defensa de los Ancestros original". Gratificante como pocos, pero duro". Adam Biessener, el editor que escribió el artículo de anuncio de Dota 2 para Game Informeren 2010, elogió a Valve por mantener la misma mecánica y el equilibrio del videojuego que hizo que Defensa de los Ancestros fuera un éxito casi una década antes y Quintin Smith de Eurogamer describió a Dota 2 como la "forma suprema del MOBA que todos los demás que trabajan en el género está tratando de capturar como un rayo en una botella". Los aspectos elogiados con más frecuencia del videojuego fueron su profundidad, entrega y equilibrio general. Chris Thursten de PC Gamer describió la jugabilidad como "profunda y gratificante".
Martin Gaston de GameSpot felicitó a Valve por el diseño artístico y la entrega de Dota 2, y mencionó que la ejecución del diseño de la interfaz de usuario, la actuación de voz y la caracterización superan a los de los competidores del juego. Phill Cameron de IGN y James Kozanitis de Hardcore Gamer elogiaron a Dota 2 por su modelo de negocio gratuito que incluye solo artículos estéticos en contraste con otros juegos como League of Legends, que cobra por desbloquear mejores "héroes" para jugar como, con Kozanitis afirmando que Dota 2 era "el único videojuego que funcionaba bien en forma gratuita". Nick Kolan de IGN estuvo de acuerdo y comparó el modelo comercial del videojuego con Team Fortress 2 de Valve, que usa un sistema casi idéntico. Se elogiaron las adiciones posteriores al lanzamiento del juego, como la adición de soporte de realidad virtual (VR) en 2016. Ben Kuchera de Polygon pensó que ver juegos en VR era "increíble", comparándolo con poder ver un Partido de fútbol americano por televisión con la posibilidad de saltar al campo en cualquier momento para ver el punto de vista del mariscal de campo. Chris Thursten de PC Gamerestuvo de acuerdo, calificando la experiencia de "increíble" y diferente a cualquier otro sistema de espectadores de deportes electrónicos que existiera antes. Sam Machkovech de Ars Technica también elogió la adición, creyendo que la funcionalidad podría "atraer la atención de jugadores y no jugadores por igual".
Si bien la mayoría de los revisores le dieron a Dota 2 críticas muy positivas, una crítica común fue que el videojuego mantiene una curva de aprendizaje empinada que requiere un compromiso excepcional para superar. Fredrik Åslund, de la división sueca de Gamereactor, describió su primer partido de Dota 2 como una de las experiencias más humillantes e inhóspitas de su carrera como jugador, y mencionó la curva de aprendizaje y las actitudes de los jugadores como poco acogedor. Benjamin Danneberg de GameStar aludió a la curva de aprendizaje como un "acantilado de aprendizaje", llamando dolorosa la experiencia del recién llegado, con la función de tutorial nueva en Dota.la franquicia solo tiene un éxito parcial. En una revisión para Metro, Dota 2 fue criticado por no compensar las fallas con la curva de aprendizaje de Defensa de los Ancestros, así como por la comunidad a menudo hostil. Peter Bright de Ars Technica también criticó la capacidad de los sitios web de terceros para permitir juegos de azar y apuestas en los resultados de los partidos, similar a las controversias que también existieron con Counter-Strike: Global Offensive de Valve. Uso de Dota 2a modo de ejemplo, Bright pensó que Valve había incorporado elementos de apuestas directamente en sus juegos y tenía problemas con la práctica no regulada, que, según dijo, era utilizada a menudo por jugadores menores de edad y regiones donde las apuestas son ilegales. El senador australiano Nick Xenophon tenía un sentimiento similar, afirmando que quería introducir una legislación en su país para minimizar el acceso de los menores de edad a las apuestas en los videojuegos, incluido Dota 2. En respuesta a la controversia, Valve y el gerente de proyecto de Dota 2, Erik Johnson, declararon que tomarían medidas contra los sitios de terceros ya que la práctica no estaba permitida por sus acuerdos de usuario o API.
Las comparaciones de Dota 2 con otros juegos MOBA son un lugar común, con la mecánica y el modelo de negocios en comparación con League of Legends y Heroes of the Storm. Al contrastarlo con League of Legends, TJ Hafer de PC Gamer llamó a Dota 2 la "experiencia superior", afirmando que pensaba que el videojuego era "todo sobre contrajuego", con la mayoría de los héroes diseñados para contrarrestar directamente a otro. Hafer también prefirió la forma en que el videojuego manejó su grupo de selección de héroes, con todos ellos desbloqueados desde el principio, a diferencia de League of Legends. Al comparar Dota 2 con Heroes of the Storm, Jason Parker de CNET dijo que si bienera más fácil entrar en Heroes of the Storm, las complejidades y la profundidad de Dota 2 serían más apreciadas por aquellos que se tomaron el tiempo para dominarlo. Además de compararlo con Heroes of Newerth, los jugadores delequipo profesional OG de Dota 2 dijeron que la mayoría de los jugadores de Heroes of Newerth pudieron hacer la transición fácilmente al juego, debido a las fuertes similitudes que comparten ambos juegos. Similar a otros juegos en línea altamente competitivos, a menudo se considera que Dota 2 tiene una comunidad hostil y "tóxica ". En 2019, un informe de la Liga Anti-Difamación encontró que hasta el 79 % de la base de jugadores del videojuego había informado haber sido acosado de alguna manera mientras jugaba, lo que encabezó su lista.

### Premios
Tras su revelación en 2011, Dota 2 ganó el premio People's Choice Award de IGN. En diciembre de 2012, PC Gamer incluyó a Dota 2 como nominado para su premio Juego del año, así como el mejor videojuego de deportes electrónicos del año. En 2013, Dota 2 ganó el premio al videojuego de deportes electrónicos del año de PC Gamer y onGamers. GameTrailers también otorgó al videojuego el premio al Mejor videojuego de PC de 2013,, e IGN también le otorgó el Mejor videojuego de estrategia y tácticas para PC, Mejor videojuego multijugador para PC y Premio People's Choice. Del mismo modo, Game Informer reconoció a Dota 2 en las categorías de Mejor exclusivo para PC, Mejor multijugador competitivo y Mejor estrategia de 2013. El mismo año, Dota 2 fue nominado a varios premios por Destructoid. Mientras que el personal seleccionó StarCraft II: Heart of the Swarm, Dota 2 recibió la mayoría de los votos distribuidos entre los nueve nominados. Más tarde, Dota 2 fue nominado al mejor videojuego multijugador en los 10th British Academy Games Awards en 2014, pero perdió ante Grand Theft Auto V, y fue nominado a videojuego de deportes electrónicos del año en The Game Awards en sus eventos de 2015 a 2019, mientras ganaba el premio al mejor MOBA en los Global Game Awards de 2015. El videojuego también fue nominado para el premio "Relación de amor/odio" creado por la comunidad en los Steam Awards inaugurales en 2016. A fines de la década de 2010, el videojuego fue nominado para Choice Video Game en los Teen Choice Awards de 2017, para videojuego de deportes electrónicos del año en los Golden Joystick Awards, y como IGNEl mejor videojuego para espectadores.

## Legado

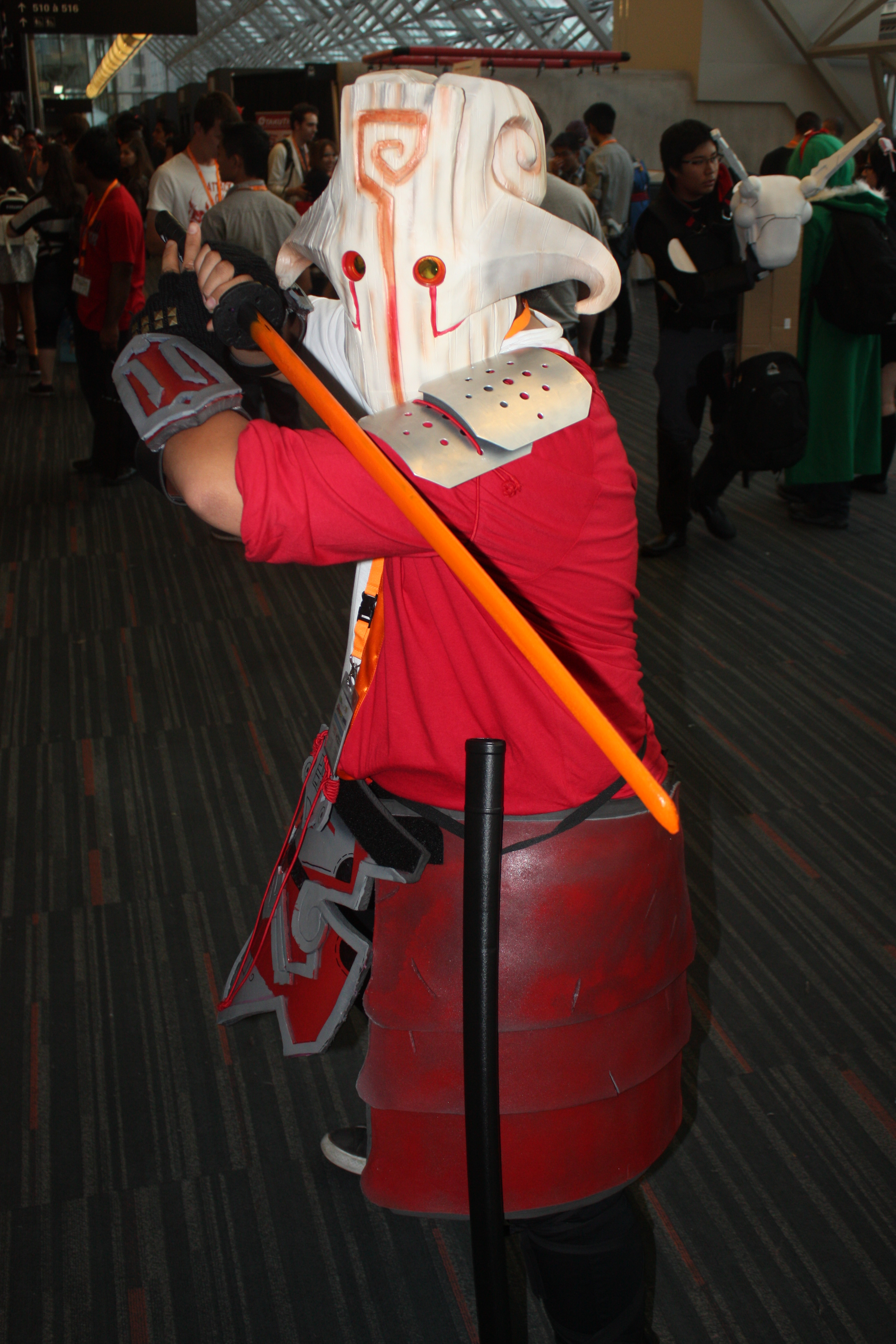
Un fan disfrazado de Juggernaut, calificado como el más popular de los 126 personajes jugables del juego.

Un mes antes de su lanzamiento, Dota 2 ya era el videojuego más jugado en Steam con un número de jugadores simultáneos de casi 330 000, lo que superaba la cantidad de jugadores del resto de los diez juegos más jugados de la plataforma combinados. Permaneció como el videojuego más jugado por jugadores simultáneos en la plataforma durante cuatro años, con un pico de más de un millón y nunca cayendo por debajo del primer lugar durante un período prolongado de tiempo hasta ser superado por PlayerUnknown's Battlegrounds en 2017. Audiencia y seguidores de Dota 2 profesionallas ligas y los torneos son populares, con cifras máximas de audiencia de algunos eventos que alcanzan varios millones. Algunas escuelas y universidades asiáticas, como la Universidad de Tecnología e Innovación de Asia Pacífico en Malasia, han realizado cursos que enseñan a los estudiantes los fundamentos y las habilidades básicas para usar en el juego. Dota 2 ha sido parte de eventos multideportivos en Asia, como los Juegos Asiáticos de Artes Marciales y de Interior y los Juegos del Sudeste Asiático.

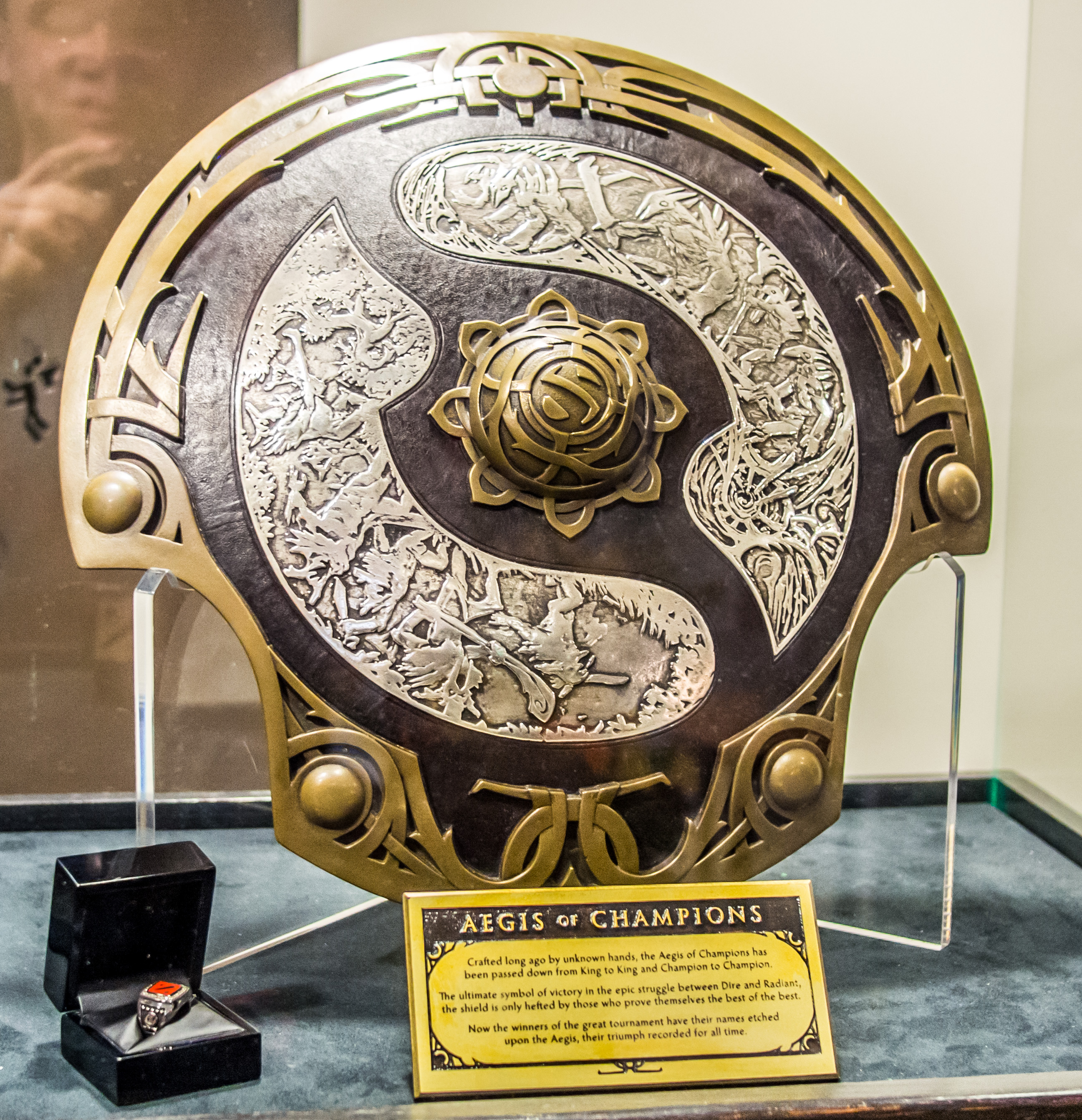
La Égida de los Campeones, otorgada a los ganadores internacionales

La popularidad de Dota 2 llevó a Valve a producir ropa, accesorios, figuritas y varios otros productos con los héroes y otros elementos del juego. Además, Valve aseguró contratos de licencia con productores externos; el primero de estos acuerdos se refería a una alfombrilla de ratón SteelSeries con el tema de Dota 2, que se anunció junto con el videojuego en Gamescom 2011. En septiembre de 2012, Weta Workshop, el estudio de utilería que crea el trofeo "Aegis of Champions" para los ganadores de The International, anunció una línea de productos que incluiría estatuas, armas y armaduras basadas en personajes y elementos del juego. En febrero de 2013, la National Entertainment Collectibles Association anunció una nueva línea de juguetes con figuras de acción con temática de héroes en la American International Toy Fair. En Gamescom 2015,se mostró una demostración tecnológica de realidad virtual (VR) de HTC Vive basada en el comerciante de la tienda de artículos del juego, lo que permitió a los participantes interactuar con varios artículos y objetos del videojuego en VR. La demostración, conocida como Secret Shop, se incluyó más tarde al año siguiente en The Lab, el videojuego de compilación de realidad virtual de Valve. Después de la conclusión de The International 2015, Valve otorgó el Collector's Aegis of Champions, una réplica de bronce del trofeo del premio Aegis of Champions, a aquellos con compendios de 1000 niveles o más. Valve otorgó el Collector's Aegis nuevamente al año siguiente por The International 2016, además de vender un casco de realidad virtual HTC Vive de edición limitada con el tema de Dota 2 durante el evento. En julio del año 2017, Ipecac Recordings lanzó una banda Sonora de 18 pistas, incluida una versión en vinilo. Un videojuego de cartas coleccionables digitales basado en el universo de Dota 2 y diseñado por el creador de Magic: The Gathering, Richard Garfield y Valve, llamado Artifact (En español El Artefacto), se lanzó en noviembre del 2018.
Se han agregado enlaces promocionales a otros videojuegos y medios a Dota 2, incluido Half-Life 2 personalizado, Bastion, Portal, The Stanley Parable, Rick y Morty, Fallout 4, Deus Ex: Mankind Divided, y Darkest Dungeon Existen muchos paquetes de locutores, que reemplazan al locutor predeterminado del videojuego por otros basados en esas franquicias. Además de los paquetes de locutores, los artistas musicales han escrito paquetes de música que pueden reemplazar la banda sonora predeterminada del juego, como el artista de música electrónica deadmau5 y el compositor singapurense JJ Lin. Para coincidir con el lanzamiento de Windows de Final Fantasy Type-0 HD de Square Enix en agosto de 2015, se agregó un paquete que contiene una pantalla de carga personalizada, un guardián de Moogle y un mensajero de Chocobo del mes. En abril de 2016, Valve anunció un concurso de taller de promoción cruzada para Total War: Warhammer de Sega, y las entradas ganadoras se incluirán en el videojuego más tarde ese año. En 2017, se lanzó un conjunto de estéticas basadas en Companion Cube de la serie Portal como parte del pase de batalla internacional de ese año para el héroe conocido como "Io". En diciembre del mismo año, el personaje Amaterasu de Ōkami de Capcom se incluyó como mensajero para aquellos que habían reservado el lanzamiento del videojuego para PC.

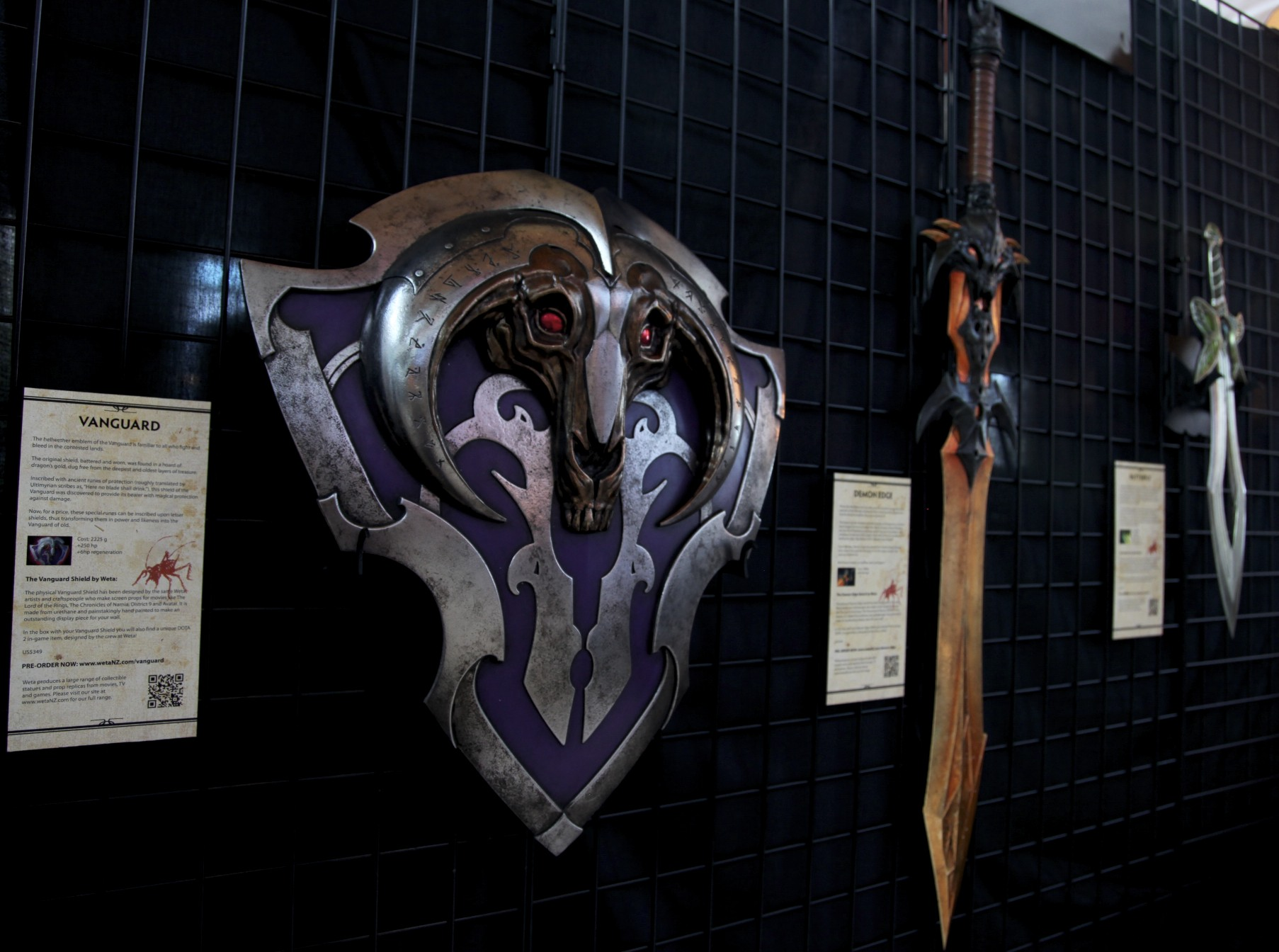
Objetos físicos, basados en elementos del juego, vendidos como mercancía en The International 2012

Valve produjo un documental sobre el videojuego y su escena profesional y lo estrenó en marzo de 2014. Conocido como Free to Play, la película sigue a tres jugadores durante su tiempo en el primer International en 2011. El jugador de baloncesto estadounidense Jeremy Lin, quien fue una sensación mediática en ese momento, tuvo una aparición especial en la película y llamó al videojuego "una forma de vida". Lin luego comparó el videojuego y la escena de los deportes electrónicos en general con el baloncesto y otros eventos deportivos tradicionales, y dijo que no había mucha diferencia entre los dos, al comparar varias estrellas de la NBA, comoStephen Curry, Kobe Bryant y LeBron James, a diferentes héroes del juego. A partir de 2016, Valve comenzó a producir una serie documental por episodios titulada True Sight, un sucesor espiritual de Free to Play. Los primeros tres episodios siguieron a los equipos profesionales Evil Geniuses y Fnatic durante el torneo Boston Major a finales de 2016. Desde entonces se han producido varios episodios más. Valve también ha respaldado competencias de cosplay con los héroes del juego, que tienen lugar durante el tiempo de inactividad en algunos torneos de Dota 2 y cuentan con sus propios premios. También se crean animaciones temáticasde Dota 2 y videos CGI, en su mayoría creados por la comunidad con Source Filmmaker. De manera similar a las competencias de cosplay, Valve realiza concursos de cortometrajes todos los años en The International, y los ganadores de la competencia también reciben premios en metálico. Además, Valve ha creado webcomics gratuitos con algunos de los héroes, detallando aún más su trasfondo. Una colección física de los cómics fue lanzada como Dota 2: The Comic Collection por Dark Horse Comics.en agosto de 2017. Una serie de televisión de transmisión de anime basada en el juego, Dota: Dragon's Blood, se estrenó en Netflix en marzo de 2021. La serie fue producida por Studio Mir y Kaiju Boulevard.
Dota 2 se ha utilizado en experimentos de aprendizaje automático, con la compañía estadounidense de investigación de inteligencia artificial OpenAI seleccionando un sistema, conocido como OpenAI Five, que permite a los bots aprender a jugar el videojuego con un alto nivel de habilidad completamente a través de prueba y error. algoritmos Los bots aprenden con el tiempo jugando contra sí mismos cientos de veces al día durante meses en un sistema que OpenAI llama "aprendizaje de refuerzo", en el que son recompensados por acciones como matar a un enemigo y destruir torres. Se han producido demostraciones de los bots jugando contra jugadores profesionales en algunos eventos, comoDendi, un jugador profesional ucraniano del juego, perdió ante uno de ellos en un enfrentamiento 1v1 en vivo en The International 2017. Un año después, la capacidad de los bots había aumentado para trabajar juntos como un equipo completo de cinco, conocido como OpenAI Five, que luego jugaron y ganaron contra un equipo de jugadores semiprofesionales en un videojuego de demostración. en agosto de 2018. Poco después, OpenAI Five jugó dos juegos en vivo contra jugadores más hábiles en The International 2018. Aunque los bots perdieron ambos juegos, OpenAI lo consideró exitoso al jugar con los bots contra algunos de los mejores jugadores enDota 2 les permitió analizar y ajustar sus algoritmos para futuros juegos.